# بالق إكمك

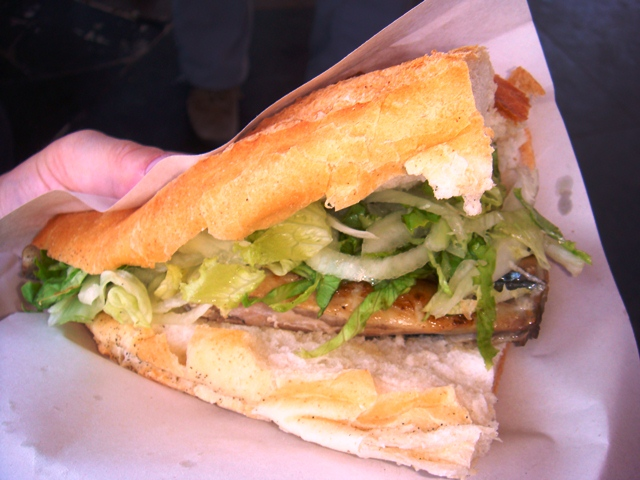
بالق إقمق: سمك مشوي بخبز تركي

بالق إكمِك (بالتركية: Balık ekmek) أي سمك بخبز هو أحد أطعمة الشوارع الشائعة في المطبخ التركي. وهي شطيرة من فيلية من السمك المقلي أو المشوي (عادة الإسقمري ، أو غيرها من الأسماك الزيتية المماثلة)، تقدم مع العديد من الخضار، داخل شطيرة من الخبز التركي. تقدم في ساحة أمين أُونو مباشرة من القارب الذي أُعد عليه. الاسم مزيج من الكلمات التركية Balık أي سمك و Ekmek أي خبز.